# Красовський Андрій Ілліч
Красовський Андрій Ілліч (*2 грудня 1904, Рожнів — †22 серпня 1942) — український культурний діяч, письменник, поет. Член літературної групи «Горно».

## Біографія
Освіту здобув самотужки. У 1920-і роки вивчив есперанто, переклав нею чимало творів українських письменників (їхня доля невідома).
1931 отримав запрошення на Світський конгрес есперантистів у Кракові, але не зміг поїхати через брак грошей.
Співпрацював із журналами «Вікна», «Нові шляхи», газетою «Громадський голос».
Тяжке життя західних українців в умовах польсько-шляхетського гніту у 1920–30-ті роки відобразив у поемі «Сон галицького села» (видано окремою книжкою у Канаді), оповіданнях «Поневолена краса» і «Не відкупився» (усі — 1927), циклах віршів «На крилах екстази», «Я не сам» (обидва — 1929).
Доля його повісті «Маленькі люди з крилатими душами» та роману «Герой Гуцульщини» невідома. Листувався з Василем Стефаником, Іваном Крушельницьким, підтримував творчі взаємини з Д. Осічним, І. Михайлюком, Ярославом Галаном, Петром Козланюком.
24 листопада 1939 заарештовано за прогресивні погляди, 24 лютого 1940 засуджено до розстрілу, вирок замінено на 10 років ув'язнення. 22 серпня 1942 розстріляний. Посмертно реабілітований.
Народному дому Рожнів присвоєно ім'я Красовського.